# Kékharisnya (film)
A Kékharisnya (eredeti cím: Cool Blue) 1989-ben bemutatott amerikai romantikus filmvígjáték Woody Harrelson és Ely Pouget főszereplésével.

## Cselekmény
Dustin (Woody Harrelson) szeretné ha egyszer elismert művész lenne. Ihletet szerelne a szerelemről, szexről és ezt Christianetől (Ely Pouget) meg is kapja, de a lány később eltűnik. Dustin több éjszakán keresztül festi a nő portréját, míg végül felfigyelnek rá a művészvilágból és teljesül a férfi álma.

## Szereplők
- Woody Harrelson – Dustin
- Hank Azaria – Buzz
- Ely Pouget – Christiane
- Paul Lussier – Paul
- Sean Penn – Phil (nincs feltüntetve)